# Camille Blaisot
Camille Blaisot (19 de Janeiro de 1881 – 24 de Janeiro de 1945) foi um político e advogado francês.
Blaisot nasceu em Valognes e foi eleito representante de Caen na Câmara de Deputados da França, em 1914. Serviu como Ministro da Saúde em 1931 e 1932 sob Pierre Laval e André Tardieu, e novamente em 1935 e 1936 sob a direcção de Laval. Rompeu com o governo devido à venda de armas à União Soviética, e em fins dos anos de 1930 Blaisot associou-se ao Liberty Front criado por Jacques Doriot.
Blaisot não votou nas sessões parlamentares em Vichy que deram poderes extraordinários ao Marechal Philippe Pétain e que criaram o Regime de Vichy. A sua atitude e actividades levaram-no à prisão pelas forças de segurança alemã (2 de Março de 1944). Colocaram-no num campo perto de Compiègne e mais tarde foi enviado para o campo de concentração de Dachau, onde viria a falecer em 1945.